# Klaus Kater
Klaus Kater (* 16. Juni 1948 in Marienheide im Oberbergischen Land) ist ein ehemaliger deutscher Handballtorwart. 
Er machte seine ersten Schritte auf dem Handballfeld in Kotthausen. Für den VfL Gummersbach spielte er von 1966 bis 1976. 1977 wechselte er zum Regionalligisten Bayer Leverkusen, mit dem er mehrmals in die zweite und erste Bundesliga aufstieg. Besonders bekannt wurde er damit, sich beim Siebenmeterwurf möglichst nah vor den Schützen zu stellen, um das Tor besser zu verdecken und so Fehlwürfe zu provozieren. Das war damals noch unüblich. Die erfolgreiche Methode fand viele Nachahmer, und es musste im Torkreis im erlaubten Abstand von drei Metern zum Schützen eine Markierung angebracht werden.
Mit der Mannschaft des VfL Gummersbach gewann er 1967 den Europa-Pokal der Landesmeister und wurde dafür am 28. April 1967 mit dem Silbernen Lorbeerblatt ausgezeichnet.
Mit der deutschen Nationalmannschaft erreichte er bei den Weltmeisterschaften 1970 und 1974 den 5. beziehungsweise 9. Platz. Bei den Olympischen Spielen 1972 in München wurde er mit der gleichen Mannschaft Sechster.
Der gelernte Werkzeugmacher ist Vater zweier Kinder. Seit 1978 arbeitete er für das zum Bayer-Werk in Leverkusen gehörende Medienunternehmen Dynevo GmbH. Mittlerweile ist er im Ruhestand.

## Karriere
- 76 Bundesligaspiele
- 53 Europapokalspiele
- 71 Länderspiele[2]

## Erfolge
- Deutscher Meister 1967, 1973, 1974, 1975 und 1976 (alle mit dem  VfL Gummersbach)
- Europapokal der Landesmeister 1967, 1970, 1971 und 1974 (alle mit dem  VfL Gummersbach)